# Koronis Rift
Koronis Rift är ett datorspel utvecklat av Lucasfilm Games och släppt 1985. Spelet designades av Noah Falstein.
Koronis Rift utspelar sig år 2249, i denna tid finns det folk som livnär sig genom att hitta och sälja övergiven teknisk utrustning, spelaren tar rollen som en sådan vraksökare. Spelaren anländer till planeten Koronis i sitt rymdskepp tillsammans med sin medhjälpare, androiden Psytek. Koronis beboddes för länge sedan av en mycket avancerad ras av utomjordingar, de använde Koronis djupa dalsänkor till att testa sina starkaste vapen (ordet "rift" betyder dalsänka). Ens rymdskepp är utrustat med en liten bandvagn som man teleporteras med till planetytan medan Psytek stannar ombord på skeppet. Man skickas först till "Rift 1", som är lättast. Väl nere på planeten ska man börja leta efter "hulks", övergivna rymdfarkoster med avancerad teknologisk utrustning. På grund av att planetytan är så radioaktiv kan man inte själv plundra hulken, utan måste skicka över en liten radiostyrd robot som får uträtta jobbet. Kvar på planeten finns fortfarande ett helautomatiskt skyddssystem som skickar ut vakttefat, vilka ibland tål mer än ett skott. Man måste ta reda på vilka vapen och vilka sköldar som passar bäst var. Spelet går ut på att plundra alla hulks, återvända med utrustningen till moderskeppet och fortsätta på nästa svårighetsgrad nere på planeten. Det finns tjugo rifts, och i den sista ska man även spränga den helautomatiska skyddsbasen.

## Mottagande
Commodore rapport tyckte att det var en mysig känsla att styra omkring bandvagnen genom den kuperade terrängen och att spelet var bra gjort.